# Danh sách sân bay tại Rwanda
Dưới đây là danh sách sân bay tại Rwanda, được sắp xếp theo vị trí.

## Sân bay
Tên in đậm cho biết sân bay có các chuyến bay thương mại theo lịch.
| Thành phố phục vụ | Tỉnh        | ICAO | IATA | Tên sân bay                                                                 | Tọa độ                                        |
| ----------------- | ----------- | ---- | ---- | --------------------------------------------------------------------------- | --------------------------------------------- |
| Nyamata           | Tỉnh Đông   |      |      | Sân bay quốc tế Bugesera                                                    | 02°10′30″N 030°09′0″Đ / 2,175°N 30,15°Đ       |
| Butare            | Tỉnh Nam    | HRYI | BTQ  | Sân bay Butare                                                              | 02°35′42″N 029°44′24″Đ / 2,595°N 29,74°Đ      |
| Cyangugu          | Tỉnh Tây    | HRZA | KME  | Sân bay quốc tế Kamembe                                                     | 02°27′44″N 028°54′29″Đ / 2,46222°N 28,90806°Đ |
| Gisenyi           | Tỉnh Tây    | HRYG | GYI  | Sân bay Gisenyi                                                             | 01°40′38″N 029°15′32″Đ / 1,67722°N 29,25889°Đ |
| Kigali            | Tỉnh Kigali | HRYR | KGL  | Sân bay quốc tế Kigali (từng mang tên "Sân bay quốc tế Gregoire Kayibanda") | 01°58′7″N 030°08′22″Đ / 1,96861°N 30,13944°Đ  |
| Nemba             | Tỉnh Đông   | HRYN |      | Sân bay Nemba                                                               | 02°19′48″N 030°12′0″Đ / 2,33°N 30,2°Đ         |
| Ruhengeri         | Tỉnh Bắc    | HRYU | RHG  | Sân bay Ruhengeri                                                           | 01°30′0″N 029°38′1″Đ / 1,5°N 29,63361°Đ       |